# Vrbice u Velkých Pavlovic

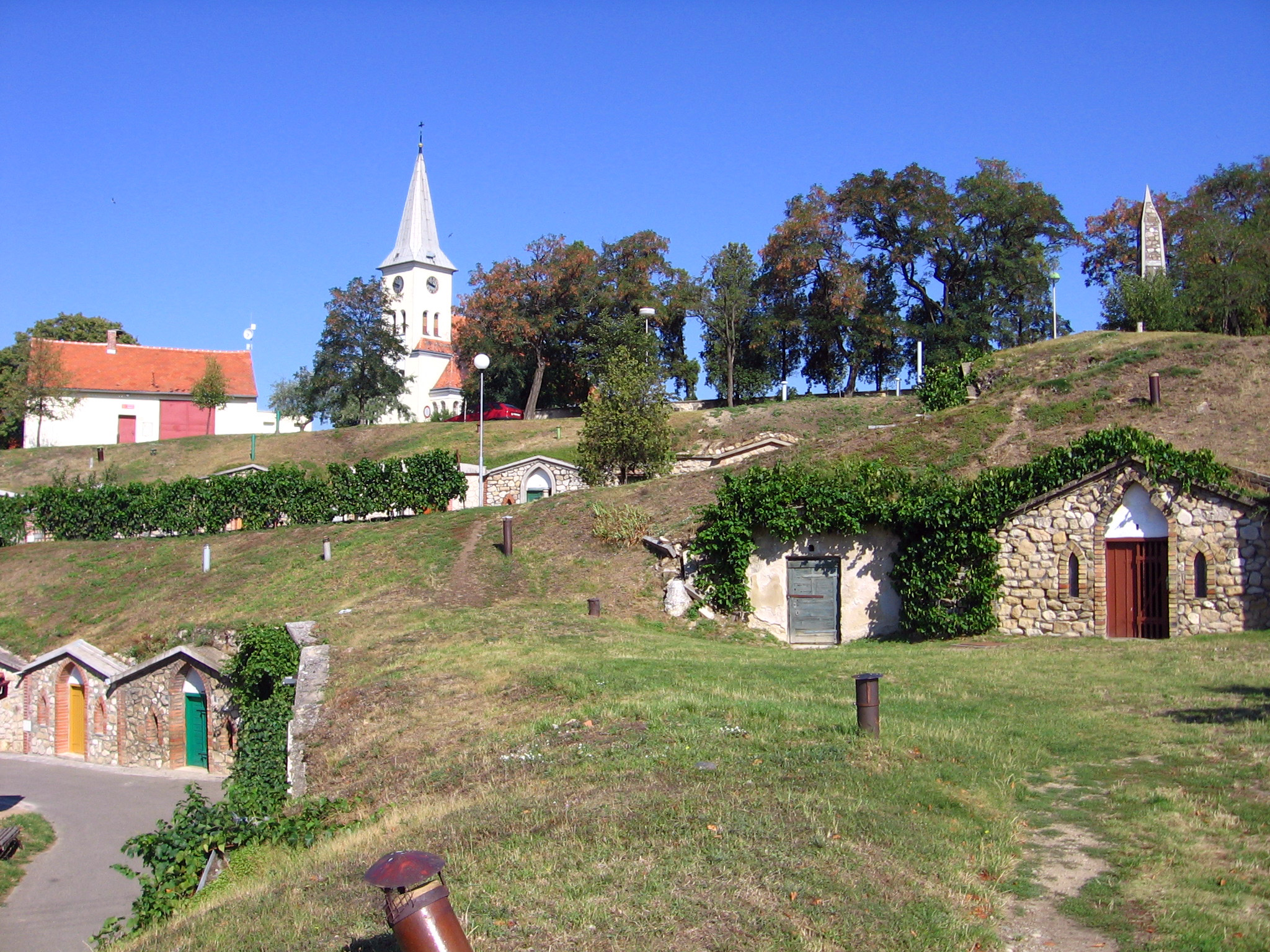
Blick auf den Hügel Stráž mit der Kirche St. Ägidius und Weinkellern

Vrbice (deutsch Wrbitz, früher Michelsdorf) ist eine Gemeinde in Tschechien. Sie liegt sechs Kilometer nordöstlich von Velké Pavlovice und gehört zum Okres Břeclav.

## Geographie
Vrbice befindet sich im Südwesten der Kyjovská pahorkatina. Das von Weinbergen umgebene Dorf liegt linksseitig über dem Tal der Trkmanka am Hügel Stráž. Nordöstlich erheben sich der Stráž (333 m) und Kobylí vrch (334 m), im Südwesten die Roviny (284 m) und nordwestlich die Kraví hora und Horní ochozy (328 m).
Nachbarorte sind Kobylí im Norden, Terezín und Čejč im Nordosten, Čejkovice und Moravský Žižkov im Südosten, Velké Bílovice im Süden, Trkmanice, Rakvice und Velké Pavlovice im Südwesten, Bořetice im Westen sowie Němčičky im Nordwesten.

## Geschichte
Das Dorf wurde um 1220 im Zuge der deutschen Kolonisation Südmährens angelegt. Die erste schriftliche Erwähnung von Vrbic erfolgte im Jahre 1222 in einer Urkunde des Olmützer Bischofs Robert von England. Die Bewohner von Vrbic bzw. Wurbitz waren freie Leute, denen Wacht- und Militärdienstpflichten oblagen. Beim Anzug feindlicher Truppen über die mährische Landesgrenze loderten auf dem weithin sichtbaren Stráž Feuer zur Warnung der umliegenden Orte. Zuflucht fanden die Bewohner bei herannahender Gefahr in den Löchern (lochy). Ab 1269 wurde das Dorf als Michelsdorf bezeichnet. Gepfarrt war das Dorf nach Čejkovice. Es wird angenommen, dass Michelsdorf im Laufe des 14. Jahrhunderts tschechisiert worden ist. 1347 wurde der Kirche in Kobylí der Zehnt von sechs Huben zugesprochen.
Zu den Besitzern des Dorfes gehörten ab 1356 Vratislav von Vrbice und ab 1381 Hrzka von Želevice. Ihnen folgten die Herren von Soběbřich, Jindřich von Višňová sowie Protivec von Zástřizl. Kuna von Kunstadt, der seit 1512 als Besitzer von Vrbice nachweisbar ist, schloss das Dorf an die Herrschaft Čejkovice an. Vrbice bestand zum Beginn des 17. Jahrhunderts aus 41 Anwesen und dem Freihof Ondriašov-Hof. Nach der Schlacht am Weißen Berg wurde Čejkovice konfisziert und den Olmützer Jesuiten übertragen. Im Hufenregister von 1656 sind 25 Wirtschaften und der Freihof als wüst ausgewiesen. Matriken werden seit 1706 geführt. Das älteste Ortssiegel von Wrbicze stammt aus dem Jahre 1749. Im selben Jahre wurde das Dorf nach Kobylí gepfarrt. Die Bezeichnung Michelsdorf wurde noch bis 1750 im deutschen Sprachgebrauch verwendet und erlosch danach völlig. Nach der Aufhebung des Jesuitenordens fiel Čejkovice mit allem Zubehör 1773 dem k.k. Studienfonds zu. 1783 kaufte Kaiser Joseph II. das Gut Čejkovice und schloss es an seine Herrschaft Göding an. Die erste Schule entstand zum Ende des 18. Jahrhunderts, zuvor erfolgte der Unterricht in Kobylí. 1808 wurden die Grundbücher angelegt. 1839 entstand auf dem Stráž eine Windmühle. 1843 brannte das Dorf fast gänzlich nieder. Bis zur Mitte des 19. Jahrhunderts blieb das Dorf immer nach Göding untertänig.
Nach der Aufhebung der Patrimonialherrschaften bildete Vrbice / Wrbitz ab 1850 eine Gemeinde in der Bezirkshauptmannschaft Auspitz. Im Jahre 1861 wurden Teile von Vrbice durch sechs Großfeuer zerstört. 1872 entstand ein neues Schulgebäude mit einem Türmchen. Die Freiwillige Feuerwehr gründete sich 1908. Im selben Jahre wurde die heutige Schule errichtet. 1910 begann der Bau der Straße nach Kobylí. Im Jahre 1930 hatte das Dorf 1349 Einwohner. 1938 wurde der Bezirk Auspitz / Hustopeče infolge des Münchner Abkommens aufgelöst. Vrbice verblieb bei der Tschechoslowakei und wurde dem Okres Židlochovice zugeordnet. Zwischen 1942 und 1945 gehörte Wrbitz zum Politischen Bezirk Göding und kam nach Kriegsende zum wiedererrichteten Okres Hustopeče zurück. Nach der Aufhebung des Okres Hustopeče wurde die Gemeinde 1960 dem Okres Břeclav zugeordnet. 1961 lebten in Vrbice 1456 Menschen.

## Ortsgliederung
Für die Gemeinde Vrbice sind keine Ortsteile ausgewiesen.

## Sehenswürdigkeiten
- Kirche St. Ägidius, der neoromanische Bau mit einem 36 m hohen Turm wurde zwischen 1913 und 1920 durch die Bruderschaft des hl. Ägidius errichtet
- Weinkeller-Kolonie Na sklepech, angelegt im 17. Jahrhundert
- Weinkeller am Stráž, sie entstanden am Übergang vom 18. zum 19. Jahrhundert
- Statue des hl. Alois und hölzerner Glockenturm am Dorfplatz, errichtet 1698
- Bildstock im alpenländischen Stil, am Stráž
- Wasserkapelle, Nischenkapelle mit Wasserspender am Stráž
- Kapelle der hl. Anna, im Unterdorf, erbaut 1870
- Kapelle hinter der Kirche, errichtet 1888
- Friedhof mit Hauptkreuz von 1878, er wurde 1790 angelegt
- Mohyla míru auf dem Stráž, der Obelisk erinnert am 36 Soldaten der Roten Armee und mehrere Einwohner, die 1945 bei der Befreiung starben. Daneben befindet sich ein sowjetisches Geschütz.

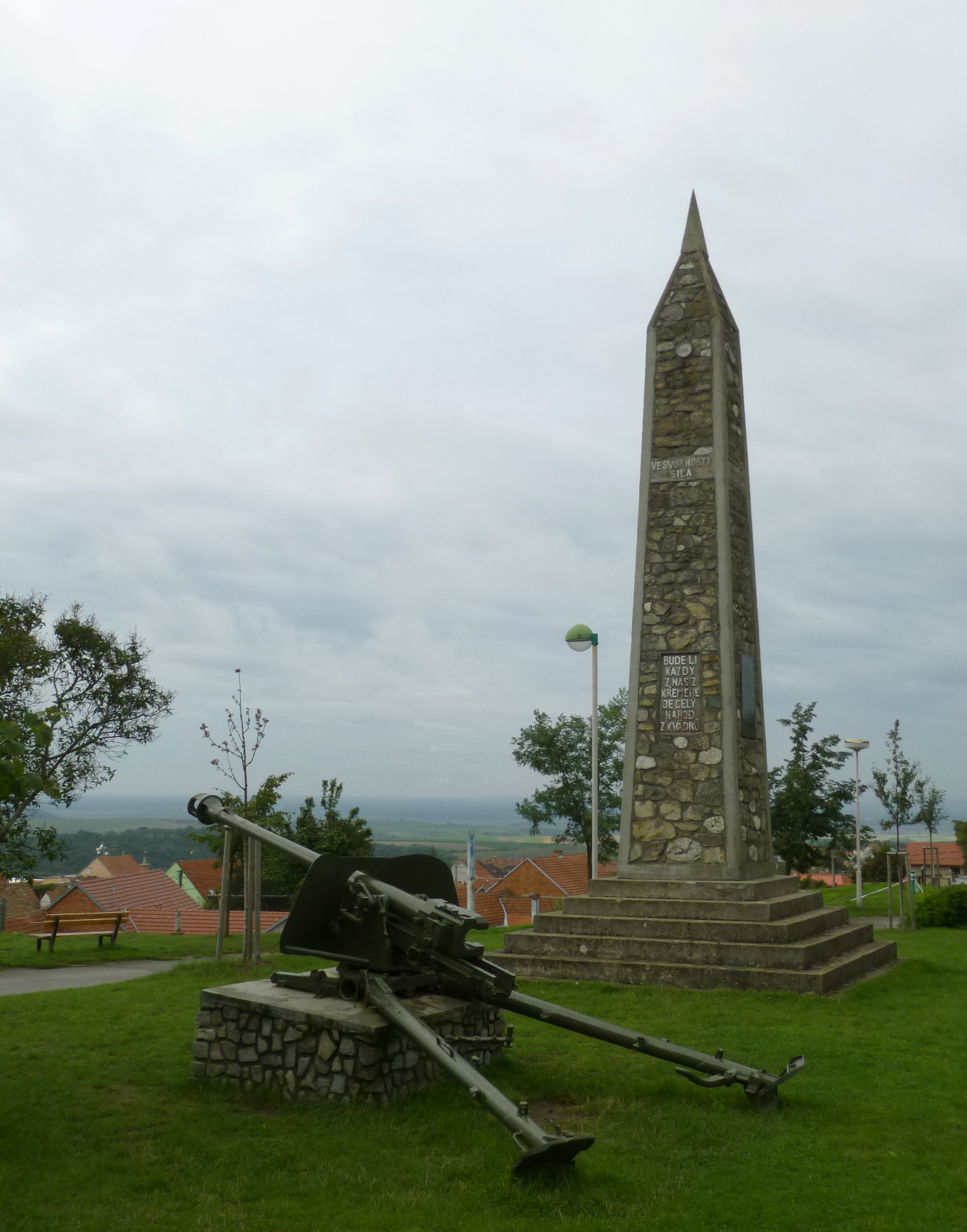
Der Obelisk erinnert am Soldaten der Roten Armee und Einwohner, die 1945 starben.